# オールアロング
オールアロング（All Along ）は、フランスの競走馬。フランス、アメリカ、イギリス、日本、カナダの5ヶ国の競走に出走し、1983年にフランス、アメリカの2か国で年度代表馬に選ばれた。主な勝ち鞍は凱旋門賞、ワシントンDCインターナショナルなど。獲得賞金300万米ドルは当時の牝馬における獲得賞金記録である。

## 戦績
3歳（1982年）のクラシック路線ではエプソムオークス、ディアヌ賞（フランスオークス）ともに着外に敗れ、ヴェルメイユ賞に優勝した程度だった。年末には凱旋門賞15着のあと日本に遠征し、第2回ジャパンカップで2着と好走している。
翌年（1983年）も当初はめぼしい成績を残すことはできなかったが、前哨戦のフォワ賞2着を経て挑んだ凱旋門賞ではオークス馬サンプリンセスを抑え優勝した。牝馬の優勝は5年連続14回目の快挙で、上位6頭のうち5頭が牝馬であった。このあとオールアロングは北アメリカへの遠征を敢行する。凱旋門賞のわずか2週間後にカナダのロスマンズインターナショナルステークス（現カナディアンインターナショナルステークス）に勝利し、さらにそれから1か月足らずの間にアメリカのターフクラシック招待を8馬身4分の3差、ワシントンDCインターナショナルを3馬身4分の1差で制し、北アメリカの芝3大レースを史上初めて完全制覇した。凱旋門賞からわずか41日後のことであった。この年はフランスとアメリカ両国で年度代表馬に選ばれている。
オールアロングは翌年（1984年）も走り、ふたたび勝つことはなかったものの凱旋門賞3着など好走。第1回ブリーダーズカップ・ターフに出走し2着となったのを最後に引退した。のちの1990年、これらの競走成績がアメリカ競馬名誉の殿堂博物館に認められ、殿堂馬として選定された。

## 引退後
競走馬引退後はアメリカ・ケンタッキー州で繁殖牝馬として供用された。主な産駒に種牡馬となったアロングオール（Along All、父ミルリーフ。フランスでグレフュール賞 (G2) とシェーヌ賞 (G3) に勝利、グランクリテリウム2着）がいる。2003年には繁殖牝馬も引退し、2005年に老衰により死亡したという。

## 血統表
| オールアロングの血統（プリンスキロ系 / Prince Rose4×4=12.50%） | オールアロングの血統（プリンスキロ系 / Prince Rose4×4=12.50%） | オールアロングの血統（プリンスキロ系 / Prince Rose4×4=12.50%） | （血統表の出典） | （血統表の出典） |
| 父 *ターゴワイス Targowice 1970 黒鹿毛                         | 父の父Round Table 1954 鹿毛                                    | Princequillo                                                   | Prince Rose      | Prince Rose      |
| 父 *ターゴワイス Targowice 1970 黒鹿毛                         | 父の父Round Table 1954 鹿毛                                    | Princequillo                                                   | Cosquilla        |                  |
| 父 *ターゴワイス Targowice 1970 黒鹿毛                         | 父の父Round Table 1954 鹿毛                                    | Knight's Daughter                                              | Sir Cosmo        | Sir Cosmo        |
| 父 *ターゴワイス Targowice 1970 黒鹿毛                         | 父の父Round Table 1954 鹿毛                                    | Knight's Daughter                                              | Feola            |                  |
| 父 *ターゴワイス Targowice 1970 黒鹿毛                         | 父の母Matriarch 1964 黒鹿毛                                    | Bold Ruler                                                     | Nasrullah        | Nasrullah        |
| 父 *ターゴワイス Targowice 1970 黒鹿毛                         | 父の母Matriarch 1964 黒鹿毛                                    | Bold Ruler                                                     | Miss Disco       |                  |
| 父 *ターゴワイス Targowice 1970 黒鹿毛                         | 父の母Matriarch 1964 黒鹿毛                                    | Lyceum                                                         | Bull Lea         | Bull Lea         |
| 父 *ターゴワイス Targowice 1970 黒鹿毛                         | 父の母Matriarch 1964 黒鹿毛                                    | Lyceum                                                         | Colosseum        |                  |
| 母 Agujita 1966 鹿毛                                           | 母の父Vieux Manoir 1947 鹿毛                                   | Brantome                                                       | Blandford        | Blandford        |
| 母 Agujita 1966 鹿毛                                           | 母の父Vieux Manoir 1947 鹿毛                                   | Brantome                                                       | Vitamine         |                  |
| 母 Agujita 1966 鹿毛                                           | 母の父Vieux Manoir 1947 鹿毛                                   | Vieille Maison                                                 | Finglas          | Finglas          |
| 母 Agujita 1966 鹿毛                                           | 母の父Vieux Manoir 1947 鹿毛                                   | Vieille Maison                                                 | Vieille Canaille |                  |
| 母 Agujita 1966 鹿毛                                           | 母の母Argosy 1950                                              | Coastal Traffic                                                | Hyperion         | Hyperion         |
| 母 Agujita 1966 鹿毛                                           | 母の母Argosy 1950                                              | Coastal Traffic                                                | Rose of England  |                  |
| 母 Agujita 1966 鹿毛                                           | 母の母Argosy 1950                                              | Prosodie                                                       | Prince Rose      | Prince Rose      |
| 母 Agujita 1966 鹿毛                                           | 母の母Argosy 1950                                              | Prosodie                                                       | Protein F-No.1-d |                  |

- 5番仔アーミールージュ（父ミスワキ）の初仔で、本馬の孫にあたるマリアージュ（父ブライアンズタイム）は、日本の中央競馬で36戦4勝、2勝クラス止まりであったが、その産駒でオールアロングのひ孫にあたるミックファイア（父シニスターミニスター）は、2023年の南関東大井において羽田盃、東京ダービー、ジャパンダートダービーを6戦6勝で制して無敗の三冠馬となった。